# Жеготув
Жеготув (пол. Żegotów) — село в Польщі, у гміні П'яскі Свідницького повіту Люблінського воєводства.
Населення — 100 осіб (2011).

## Демографія
Демографічна структура станом на 31 березня 2011 року:
|          | Загалом | Допрацездатний вік | Працездатний вік | Постпрацездатний вік |
| -------- | ------- | ------------------ | ---------------- | -------------------- |
| Чоловіки | 53      | 11                 | 34               | 8                    |
| Жінки    | 47      | 12                 | 23               | 12                   |
| Разом    | 100     | 23                 | 57               | 20                   |